# جيسيكا توفيي
جيسيكا توفيي (بالإنجليزية: Jessica Tovey)‏ هي ممثلة أسترالية، ولدت في 10 نوفمبر 1987 بسيدني في أستراليا.

## أعمال

### أفلام
- (2013) العشق[7]

## وصلات خارجية
- جيسيكا توفيي على موقع IMDb (الإنجليزية)
- جيسيكا توفيي على موقع قاعدة بيانات الفيلم (الإنجليزية)